# Лундстрем, Олег Леонидович
Оле́г Леони́дович Лу́ндстрем (20 марта [2 апреля] 1916, Чита — 14 октября 2005, дачный посёлок Валентиновка, Королёв, Московская область) — советский и российский джазмен, композитор и дирижёр. Создатель и многолетний руководитель оркестра, который ныне носит название Государственный камерный оркестр джазовой музыки имени Олега Лундстрема. Народный артист РСФСР (1984). Лауреат Государственной премии Российской Федерации (1998).

## Биография
Родился 2 апреля 1916 года в Чите. Большую часть детства и юности провёл в Китае, где его отец работал на Китайско-Восточной железной дороге, которого позже пригласили занять место профессора физики в Политехническом институте в Харбине.
В 1932 году Олег Лундстрем оканчивает коммерческое училище и поступает в Харбинский политехнический институт, а параллельно в музыкальный техникум, который окончил по классу скрипки в 1935 году. Позднее он создал свой оркестр, который работал в Шанхае.
1941 — Лундстрем поступает во французский Высший технический центр и заканчивает его в 1944 году как инженер-архитектор.
1945 — Олег дебютирует как композитор, написав свою первую инструментальную пьесу «Интерлюдия».
1947 — оркестр Лундстрема в полном составе с семьями переезжает в СССР, в Казань.
1953 — Лундстрем окончил Казанскую государственную консерваторию по классу композиции (преподаватель А. С. Леман) и факультативно — по симфоническому дирижированию, оставшись там преподавать теоретические дисциплины и вести студенческий симфонический оркестр.
Оркестр Лундстрема — неизменный участник крупных международных джазовых фестивалей: «Таллин-67», «Джаз Джембори 72» в Варшаве, «Прага-78» и «Прага-86», «София-86», «Джаз в Дюктауне-88» в Голландии, фестиваль искусств СССР в Индии (1988), «Гренобль-90» во Франции, фестиваль памяти Эллингтона в Вашингтоне, США (1991), фестиваль биг-бэндов «Иматра-92» в Финляндии, международный джазовый фестиваль в Санта-Барбаре (США, 1998), ряд международных фестивалей на территории бывшего СССР.
Оркестр Лундстрема стал самым «долгоиграющим» в мире, что зафиксировано в российской Книге рекордов Гиннесса.
Олег Лундстрем скончался 14 октября 2005 года на своей даче в посёлке Валентиновка, Московской области. Гражданская панихида состоялась в здании Союза композиторов, отпевание — в церкви на Сретенке.
Похоронен музыкант на кладбище церкви Рождества Пресвятой Богородицы в селе Образцово Щёлковского района Московской области, рядом с родными.

## Семья
Дед — Франц Карлович Лундстрём (швед. Franz Lundström) (род. 4 октября 1865 г., Симбирск — 3 августа 1917 г., Чита) — коллежский асессор, заведовал лесным хозяйством в Забайкалье.
Отец — Леонид Францевич Лундстрем (30 сентября 1892 г., Симбирск, — 1944 г.), преподаватель гимназии, возглавлял отдел культуры в ГД Дальневосточной республики, в 1921 году был приглашён на работу преподавателем коммерческого училища КВЖД и с семьёй переехал в Харбин. После возвращения из Харбина жил в Ростове, занимался преподавательской деятельностью в Институте железнодорожного транспорта, занимался исследованиями в области ядерной физики. Согласно приказу № 00593 в 1937 году был репрессирован. Погиб в лагерях НКВД в 1944 году, в возрасте 52 лет.
Мать — Лундстрем (Валуева) Галина Петровна (1891—1976), домохозяйка. Похоронена рядом с родственниками в селе Образцово, Московской области.
Брат — Игорь Леонидович Лундстрем (1917 г., Чита — 1982 г., Джамбул, Казахстан), музыкант (тенор-саксофон), солист оркестра п/у Олега Лундстрема. Похоронен на кладбище села Образцово Щёлковского района Московской области, рядом с родными.
Племянник — Леонид Игоревич Лундстрем (род. 1957 г., Казань), скрипач, выпускник Московской средней специальной музыкальной школы имени Гнесиных (МССМШ им. Гнесиных) и Московской консерватории имени П. И. Чайковского (класс под руководством Леонида Когана), в 1989—2004 годах работал в оркестре Большого театра России, являлся приглашённым концертмейстером Московского симфонического оркестра, оркестра Московской филармонии, оркестра театра имени Станиславского и Немировича-Данченко, а также Президентского оркестра. С 2002 по 2007 год был первым концертмейстером Пекинского симфонического оркестра. На данный момент является преподавателем МГИМ имени А. Г. Шнитке и руководителем «Творческой мастерской Леонида Лундстрема».
Внучатый племянник — Пётр Леонидович Лундстрем (род. 1993 г.), скрипач, также ученик МССМШ имени Гнесиных, выпускник Московского государственного колледжа музыкального исполнительства имени Ф. Шопена, Московской консерватории и Высшей школы музыки Королевы Софии, протеже Захара Брона, лауреат международных конкурсов и фестивалей на Украине, в Болгарии, Китае и Корее. Дебютировал в 2005 году в дуэте с отцом Леонидом и Пекинским симфоническим оркестром.

## Композиторские работы Лундстрема
- Интерлюдия
- Юмореска
- Марш-фокстрот (другое название — «Новосёлы»)
- Песня без слов
- Легенда о Сююмбеке
- Мираж
- Бухарский орнамент
- В горах Грузии
- Мы снова вместе
- Спидвей
- Наступил рассвет
- Любви дороги
- Расцветает сирень
- Фантазия на темы песен о Москве
- Этюд для оркестра
- Музыка — любовь моя (песня на стихи Владимира Уфлянда, исполняет Ирина Отиева)

## Награды
- Заслуженный артист РСФСР (11 апреля 1973 года)
- Народный артист РСФСР (19 июля 1984 года)
- Орден «За заслуги перед Отечеством» III степени (1 апреля 1996 года) — за выдающиеся заслуги в развитии джазового музыкального искусства[5]
- Государственная премия Российской Федерации 1997 года в области литературы и искусства (в области эстрадного и циркового искусства) (6 июня 1998 года) — за концертные программы 1992—1997 годов Государственного камерного оркестра джазовой музыки[6]
- Благодарность Президента Российской Федерации (4 октября 2001 года) — за выдающийся вклад в развитие отечественного джаза[7].

## Память
- В Чите Лундстрему установлена мемориальная доска.
- Имя Олега Лундстрема носит улица в Казани.
- Имя музыканта носит Забайкальская краевая филармония.

## Факты
Лундстрем был одним из немногих джазовых дирижёров, использовавших дирижёрскую палочку.